# Kungliga krigsmaterielverket
Kungliga krigsmaterielverket (KKV), (stundtals benämnt Krigsmaterielverket (KMV)) var en svensk statlig myndighet som hade till uppdrag att upphandla krigsmateriel, samt svara för den krigsindustriella beredskapen. 
Krigsmaterielverket hade sitt ursprung i Statens ammunitionsnämnd som organiserades i april 1940 och som 1 juli 1942 utvigdades till Statens krigsmaterielnämnd. Krigsmaterielverket organiserades från 1 juli 1943 enligt riksdagsbeslut samma år. Krigsmaterielverket hade att under Kunglig majestät förbereda och organisera de åtgärder, som krävdes för att säkerställa tillgången på krigsmaterial, vari ingick att tillgodose råvaru- och energibehovet för svensk krigsindustri, att planera för vilka industrier som behövde tas i bruk för försvarets behov, och också om nödvändigt ombesörja anskaffning av råmaterial och halvfabrikat utomlands för försvarets behov.
Organisationen upplöstes 1954. Uppgifterna övertogs av försvarsgrenarnas förvaltningar: Armé-, Marin- respektive Flygförvaltningen. Krigsmaterielverkets arkiv förvaras i Krigsarkivet.